# Józef Henryk Wiśniewski
Józef Henryk Wiśniewski (ur. 9 stycznia 1931 w Łodzi, zm. 23 stycznia 2016, tamże) – polski poeta i prozaik.
Ukończył filologię polską na Uniwersytecie Łódzkim. Jako poeta debiutował w 1957 roku na łamach prasy. W latach 1956–1957 był redaktorem dziennika „Sztandar Młodych”, zaś w latach 1960-1961 był kierownikiem literackim teatrów łódzkich. Był też redaktorem „Ziemia Łęczycka”. W latach 60. był zatrudniony jako redaktor w „Dzienniku Łódzkim”, od 1966 był naczelnym redaktorem „Gazety Włókniarskiej” oraz pracował w redakcji literackiej Rozgłośni Polskiego Radia w Łodzi.  
Uhonorowany Złotą Odznaką TPD, odznaką Zasłużonego Działacza Kultury, oraz medalem „Solidarności Ziemi Łódzkiej” za Zasługi w Walce o Niepodległość Polski i Prawa Człowieka 13 XII 1981 – 4 VI 1989 (2001), Uhonorowany odznaką „Za Zasługi dla Miasta Łodzi” (2010). 
Został pochowany na cmentarzu Doły w Łodzi. Jego syn Władysław Wiśniewski jest producentem muzycznym oraz realizatorem dźwięku. 

## Twórczość
- Między tobą a mną
- Zdaje się, że Franek wyszedł
- Czuwanie
- Szkic do sagi
- Chleb
- Cząstka